# Rysiny-Kolonia
Rysiny-Kolonia – wieś w Polsce położona w województwie wielkopolskim, w powiecie kolskim, w gminie Kłodawa.
| SIMC    | Nazwa    | Rodzaj    |
| ------- | -------- | --------- |
| 0287208 | Kamionka | część wsi |

W latach 1975–1998 miejscowość administracyjnie należała do województwa konińskiego.
Po reformie systemu oświaty w 1999 roku budynek szkoły podstawowej zajęło Gimnazjum nr 3 w Rysinach-Kolonii.
Zobacz też: Rysiny